# Catering Management
Catering Management (CM) ist eine Fachzeitung, die sich hauptsächlich an Gemeinschaftsverpfleger und Catering-Unternehmen wendet. Herausgegeben wird der Titel von der FORUM Zeitschriften und Spezialmedien GmbH, einem Tochterunternehmen der Forum Media Group. Die Erstausgabe erschien im Jahr 1991.

## Kurzbeschreibung
Zum großen Leserkreis des auflagenstärksten GV-Fachtitels in Deutschland gehören Caterer, Entscheidungsträger im Bereich der Großverpflegung, aus der Vending-Branche, aus den Bereichen Betriebsgastronomie, Event-Catering, Care- und Schulverpflegung sowie Betreiber öffentlicher Gebäude.
Viermal im Jahr liegt der Zeitung zusätzlich das Supplement Vending-Management bei, das über Neuheiten, Trends und aktuelle Nachrichten in der Verpflegungs-Automaten-Branche berichtet.
Catering-Management erscheint bereits im 18. Jahrgang.

## Themenschwerpunkte
Jede Ausgabe von Catering Management beinhaltet folgende Inhalte:
- Branchennachrichten, zielgruppengerecht aufbereitete News aus Politik und Wirtschaft, Hintergrundberichte
- Best-Practice-Geschichten, Produktneuheiten, Tipps und Checklisten für den Alltag in der Großküche, Küchenplanung, Hygiene- und IT-Lösungen.
- Management-Themen rund um die Bereiche Personal, QM und Finanzen.
- Der Seminarkalender in jeder Ausgabe stellt interessante Weiterbildungsmöglichkeiten vor[3]

## Sonstiges
Catering Management ist Mitglied im Bundesverband der Deutschen Vending-Automatenwirtschaft e. V. (bdv), Fördermitglied des Party Service Bund Deutschland e. V. sowie geprüft durch die Informationsgemeinschaft zur Feststellung der Verbreitung von Werbeträgern e. V. (IVW).